# Macristis bilinealis
Macristis bilinealis là một loài bướm đêm trong họ Noctuidae.